# Ligne de Wissembourg à Lauterbourg-Gare
La ligne de Wissembourg à Lauterbourg-Gare est une ancienne ligne ferroviaire française du Bas-Rhin.
Elle constituait la ligne 152 000 du réseau ferré national.

## Histoire

### Chronologie
- 1er juillet 1900, mise en service par la Direction générale impériale des chemins de fer d'Alsace-Lorraine (EL)[1].

### Création
Les 20 kilomètres de la ligne, à voie unique, de Wissembourg à Lauterbourg sont mis en service le 1er juillet 1900 par la Direction générale impériale des chemins de fer d'Alsace-Lorraine (EL). Outre les gares d'extrémités, des gares sont créées dans les communes de Schleithal, Salmbach, Niederlauterbach et Scheibenhard. 
À son ouverture, la ligne accueillait quotidiennement 6 aller-retour, qui, comme trains « MV », transportaient tant des marchandises que des voyageurs. 

### Fermeture
Le 1er octobre 1947, la ligne a été fermée au service voyageurs, et le tronçon de Scheibenhard à Wissembourg est resté ouvert au service marchandises jusqu'en 1958, essentiellement pour du transport d'amidon et de pétrole.
La section de Scheibenhard à Lauterbourg (PK 16,745 à 20,200) est déclassée par décret le 12 novembre 1954.

## Caractéristiques

### Tracé
Elle suivait un tracé approximativement parallèle à l'actuelle frontière franco-allemande, alors frontière entre le Palatinat rhénan et le territoire d'Alsace-Lorraine annexé, et reliait entre elles la ligne de Vendenheim à Wissembourg (qui se prolonge en Allemagne sous le nom de ligne de  Winden (Pfalz) à Kapsweyer Grenze (n° 3433) à la ligne de Strasbourg à Lauterbourg (qui se prolonge en Allemagne vers Wörth sous le nom de Bienwaldbahn)

### Numérotation
Dénommée « ligne de Strasbourg à Wissembourg », elle portait le numéro 33 sur le réseau de l'Administration des chemins de fer d'Alsace et de Lorraine (AL). Elle est ensuite dénommée « ligne de Wissembourg à Lauterbourg-Gare » et numérotée 152 000 sur le réseau ferré national de la SNCF.

## Après la fin du ferroviaire
Depuis la fermeture la voie a été réaffectée en piste cyclable franco-allemande.